# Fondation Action Enfance
 (juin 2013).
La Fondation Action Enfance (anciennement Fondation Mouvement pour les Villages d'Enfants) est une fondation française agissant dans le domaine de la protection de l'enfance. Elle accueille, dans ses « Villages d'Enfants et d'Adolescents » et « Foyers », des enfants et des adolescents en difficulté que lui confie la justice française.
Créée en 1958 par Suzanne Masson et Bernard Descamps, elle a été reconnue d'utilité publique en 2006.

## Mission
Action Enfance permet, en France, à des enfants et jeunes ayant rencontré des difficultés (carences éducatives, déficit de parentalité et parfois maltraitance) de se reconstruire dans un cadre familial avec leurs frères et sœurs.
Les 800 enfants et jeunes confiés chaque année à Action Enfance sont accueillis au sein de 15 structures :
- 14 Villages d'Enfants et d'Adolescents[2] (Aisne, Aube, Indre-et-Loire, Loiret, Meuse, Seine-et-Marne, Vienne, Essonne, Gironde) : six à dix maisons abritent chacune une ou deux fratries (5 ou 6 enfants) sous la responsabilité d'éducateurs et éducatrices familiaux qui s'en occupent tout au long de l'année et une grande maison commune centralise les activités d'animation et de gestion du village.
- 1 Foyer d'Adolescents (Essonne) : constitué de plusieurs maisons.
- Plusieurs services jeunes majeurs[3] : appartements loués aux jeunes majeurs. Ces Services assurent un suivi éducatif sur le plan de l'aide à l'emploi, de l'accession au premier logement ou de la prolongation des études.

## Histoire
La Fondation a été fondée en 1958 par Suzanne Masson, assistante sociale, et Bernard Descamps, prêtre. Les premiers Villages sont sortis de terre à partir de 1960 (Cesson, Boissettes, Villabé, Pocé-sur-Cisse, Amboise). 
- 1997 - 2003 : Création de     nouveaux Villages, de Foyers d'Adolescents et de Services jeunes majeurs : La Passerelle, Ballancourt, Soissons, Amboise, Amilly, Le Phare.
- 2004 : Marc Lièvremont[4], ancien joueur et sélectionneur de l'Equipe de France de rugby, devient le parrain de la Fondation. Il entraîne ses huit frères et soeurs et cette famille de rugbymen s'engage pour Action Enfance.
- 2006 : La Fondation MVE devient une Fondation reconnue d'utilité publique.
- 2008 : La Fondation fête son 50e anniversaire.
- 2009 : Jean Dujardin devient parrain de la Fondation aux côtés de Marc Lièvremont. Ouverture d'un Village à Bar-le-Duc (55).
- 2012 : Ouverture du Village d'Enfants et d'Adolescents de Bréviandes (10).
- 2013 : Création du Service de Suite. Le Service de Suite a pour objectif d'accompagner chaque jeune, qui va ou qui a quitté Action Enfance, sur la voie de l'autonomie et de l'aider à se construire un avenir sur les plans professionnel et personnel.
- 2014 : La Fondation MVE devient la Fondation Action Enfance.
- 2016 : Ouverture du Village d'Enfants et d'Adolescents de Monts-sur-Guesnes (86).
- 2018 : La Fondation fête son 60e anniversaire. Pour cette occasion, le projet "Action Enfance fait son cinéma" est créé. Cette opération permet aux jeunes de participer à un court-métrage réalisé par des étudiants en école de cinéma. Cette même année, Loïck Peyron s'engage auprès d'Action Enfance. Le skippeur a porté les couleurs de la Fondation lors de la Route du Rhum puis de la Solitaire du Figaro en 2019[5].
- 2019 : Le Service de Suite devient ACTION+, pour aider les jeunes pour leur avenir, sur les plans professionnel et personnel et les accompagner vers l'autonomie. Ouverture du Village d'Enfants et d'Adolescents de Chinon (37)[6].
- 2020 : Construction d'un nouveau Village à Sablons en Gironde[7].